# Земельный кодекс Украины (2001)
«Земельный кодекс Украины» 2001 года (укр. Земельний кодекс України 2001 року) — нормативно-правовой документ, определяющий идеологию развития земельных отношений на Украине в постсоветский период. Принят Верховной радой Украины 25 октября 2001 года, вступил в силу 1 января 2002 года.

## Причины принятия
Практическая необходимость документа была вызвана социально-экономическими и политико-правовыми реалиями, которые сложились в период после вступления в силу Конституции Украины 1996 года, а также необходимостью устранения коллизий в сфере землевладения и землепользования после неэффективного действия «Земельного кодекса Украины» 1992 года

## История
Подготовка нового кодекса растянулась на 5 лет и происходила в условиях жестких политических дискуссий. В 1997 году подготовленный проект кодекса ввиду низкого качества ключевых положений и политического противостояния депутатов Верховной рады был отклонён в парламенте Украины. Через некоторое время Верховная рада снова рассмотрела проект кодекса, подготовленный Комитетом по вопросам аграрной политики и земельных отношений. В основу этой версии проекта кодекса легли законопроекты, наработанные рабочими группами, работавшими параллельно в Государственном комитете земельных ресурсов Украины и Институте государства и права имени В. Н. Корецкого НАН Украины. Энциклопедия истории Украины определяет принятие Земельного кодекса как важнейшее политическое событие на Украине в 2001 году.

## Состав документа
Статьи документа сгруппированы по разделам: «Общая часть», «Земли Украины», «Право на землю», «Приобретение и реализация права на землю», «Гарантии прав на землю», «Охрана земель», «Управление отраслью использования и охраны земель», «Ответственность за нарушение земельного законодательства», «Заключительные и переходные положения».
Земельный кодекс содержит принципиально новые для украинского законодательства принципы регулирования вопросов экологизации и социализации собственности на землю, определял положения для общественного контроля за использованием земли и масштабами концентрации земельной собственности. В нём закреплены принципы проведения земельной реформы на Украине, такие как развитие института частной собственности на землю, государственные гарантии прав на землю для юридических лиц и граждан, разграничение земель государственной и коммунальной собственности, наращивание экономического потенциала земель в населённых пунктах, внедрение государственного управления земельными ресурсами и землепользования экономическими методами, совершенствование механизмов расчётов стоимости земли и землепользования, развития арендных отношений.
Заключительные положения кодекса устанавливают ряд требований к органам государственной власти и управления относительно правового и нормативного развития отдельных его положений: оценки земли и ведения государственного земельного кадастра; мониторинга земли; регистрации недвижимого имущества, в том числе земельных участков; развития рынка земли и его институтов; вопросов разграничения земель государственной и коммунальной собственности; развития ипотечного кредитования под залог земли; усовершенствования системы земельных платежей; охраны земель и сохранения и восстановления их ресурса; управление земельными ресурсами, землепользованием с использованием экономических методов; разработки долгосрочной земельной политики.

## Дальнейшее развитие кодекса
В последующие годы после принятия кодекс претерпел некоторых изменений и дополнений, вызванных необходимостью приведения в соответствие с его положениями действующего законодательства Украины (и наоборот), а также вызванные политическими мотивами и экономической необходимостью. На протяжении 2002—2004 годов кодекс 8 раз дополнялся поправками. В 2003 году был изменён порядок предоставления земельных участков в постоянное пользование юридическим лицам. Ряд положений кодекса имел отсроченное вступление в силу, в частности, до 1 января 2005 года было запрещено отчуждение и продажа принадлежащей гражданам земли.
Осенью 2004 года несколько фракций в Верховной раде подготовили на рассмотрение законопроекты про продолжение моратория на продажу земли, и данные предложения были приняты сроком на три года. До 2007 года был запрещёно использование земельных паёв в качестве взноса в уставный капитал хозяйственных организаций. До 1 января 2012 года было ограничено владение землей физическими и юридическими лицами размером 100 гектар.
В ночь с 30 на 31 марта 2020 года Верховная рада отменила мораторий на продажу земель сельскохозяйственного назначения с 1 июля 2021 года, установленную Земельным кодексом 2001 года.

## Критика
В Энциклопедии истории Украины отмечено, что, несмотря на прогрессивность Земельного кодекса, в нём остался ряд слабых мест, а также концептуальных упущений, в частности отсутствие целенаправленного подхода к земле как материальной основе государства, её суверенитета и национальной безопасности. Принципиальной неудачей является отсутствие в кодексе определения понятия «земельная рента», являющейся сердцевиной теории и практики рыночных земельных отношений.